# 主人和仆人的比喻

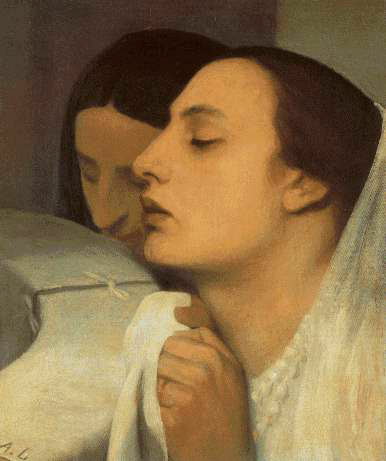
托马斯·阿奎那的圣餐后感恩祷文

在《新约圣经》中，主人和仆人的比喻是一个耶稣的比喻，见于《路加福音》第17章第7至10节。这个比喻主要是讲述，一个人完成上帝所期许的，这只是他的本分。

## 原文
|                                     | 你们谁有仆人耕地、或是放羊、从田里回来、就对他说、你快来坐下吃饭呢。岂不对他说、你给我预备晚饭、束上带子伺候我、等我吃喝完了、你才可以吃喝么。仆人照所吩咐的去作、主人还谢谢他么。这样、你们作完了一切所吩咐的、只当说、我们是无用的仆人．所作的本是我们应分作的。 |
| ——《路加福音》第17章第7节至第10节参 | |